# Lataisi Mwea
Lataisi Mwea (Tarawa Sud, 26 luglio 2000) è un velocista e altista gilbertese.
Rappresentante dello stato insulare nelle competizioni internazionali, Mwea ha iniziato la propria carriera sportiva nel salto in alto partecipando ai Giochi asiatici indoor in Turkmenistan nel 2017. Nel 2019 si è trasferito per una borsa di studio in Australia dove ha affiancato gli allenamenti nel salto, raggiungendo il primato nazionale con 2 metri a quelli per le gare di velocità.
Ha rappresentato Kiribati ai Giochi olimpici di Tokyo 2020 nei 100 metri piani, senza andare oltre il turno preliminare.

## Palmarès
| Anno | Manifestazione          | Sede       | Evento        | Risultato   | Prestazione | Note             |
| ---- | ----------------------- | ---------- | ------------- | ----------- | ----------- | ---------------- |
| 2017 | Giochi asiatici indoor  | Aşgabat    | Salto in alto | 11º         | 1,95 m      | Record nazionale |
| 2021 | Giochi olimpici         | Tokyo      | 100 m piani   | Preliminare | 11"25       |                  |
| 2022 | Mondiali                | Eugene     | 100 m piani   | Preliminare | 11"43       |                  |
| 2022 | Giochi del Commonwealth | Birmingham | 100 m piani   | Batteria    | 11"33       |                  |